# Аугуст Пріске
Аугуст Пріске Флюгер (дан. August Priske Flyger, нар. 23 березня 2004, Генк, Бельгія) — данський футболіст, нападник шведського клубу «Юргорден».

## Ігрова кар'єра

### Клубна
Аугуст Пріске народився в бельгійському місті Генк. Але займатися футболом почав на своїй історичній батьківщині — в Данії, в академії клубу «Мідтьюлланн». У вересні 2021 року перебрався до системи нідерландського ПСВ. Там він два сезони грав в Еерстедивізі в дублюючому складі Йонг ПСВ.
ПСВ не скористався опцією викуау контракту гравця і Пріске повернувся до «Мідтьюлланна», де 6 серпня 2023 року провів першу гру в основі команди в чемпіонаті Данії. А вже в кінці серпня футболіст знову відбув в річну оренду до Нідерландів — до клубу «Ейндговен». При цьому підписавши з «Мідтьюлланном» контракт до 2028 року.
Після закінчення оренди Пріске перейшов до шведського «Юргодена», підписавши з клубом контракт до 2028 року.

### Збірна
З 2022 року Аугуст Пріске захищає кольори юнацьких збірних Данії.

## Особисте життя
Аугуст є сином колишнього данського футболіста Браяна Пріске, який в період з 2003 по 2007 роки виступав в складі національної збірної Данії.